# 松岡弘 (教育者)
松岡 弘（まつおか ひろむ、1890年12月19日 - 1983年3月8日）は、日本の教育者。第二次世界大戦後、長く信濃教育会会長を務め、また日本連合教育会会長も務めた。

## 経歴
長野県南安曇郡温村（現在の安曇野市三郷温下長尾）に生まれた。務台理作とは同郷で、南安曇郡温村立長尾尋常小学校以来の同級生であった。梓農業補習学校に学んだ後、1908年に長野県師範学校（信州大学教育学部の前身のひとつ）に入学し、1912年に卒業して教師となり、以降、訓導、校長、県視学官などを務めた。
松岡は師範学校在学中に手塚縫蔵と知り合い、キリスト教に入信し、松本市の聖公会で受洗した。松岡は、長野県師範出身者を中心として青年教師らが集まっていた東西南北会に参加しており、1912年に最初に着任した南安曇郡温明小学校で校長排斥運動に関与したが、岡村千馬太に諭され、同校を去った。1915年に当時の長野師範学校校長星菊太に対する排斥運動が起こった際には、その中核を担ったひとりとして休職処分を受けた。
1925年には、前年の川井訓導事件について『信濃教育』に寄稿し、教科書使用の有無を問題としたことは表面的事象による処罰であったと批判した。1926年穂高尋常高等小学校長に就任し、井口喜源治の祈祷会に通う。
1931年に長野県視学官となり、1933年の二・四事件の際にはその処理にあたった。
北佐久郡小諸尋常高等小学校長を経て、1945年に首席視学官となるが、第二次世界大戦敗戦後は、長野県の教育界の自主的再編を主導した上で、自ら辞表を出した。
1948年、日本教育会の解散に反対する活動をしたが果たせず、1949年に日本教育協会（後の日本連合教育会）の結成に参加した。1956年から1978年まで、足かけ23年の長期にわたり信濃教育会会長を務め、また1975年から1983年まで、日本連合教育会会長を務めた。

## 関連文献
- 徹, 金井「務台理作の信濃教育会における役割の検討 : 信濃哲学会を中心とした京都学派との関係に着目して」『東北大学大学院教育学研究科研究年報』第61巻第2号、東北大学大学院教育学研究科、2013年、23-38頁、NAID 120005301071。